# Андреевский, Степан Степанович
Степа́н Степа́нович Андрее́вский (28 июня 1782, с. Большой Березуй, Зубцовский уезд, Тверская губерния — 19 октября 1842, Жданово, Курмышский уезд, Симбирская губерния) — генерал-майор русской императорской армии.

## Биография
Родился 28 июня 1782 года в дворянской семье. Отец — камер-фурьер Степан Степанович (Стефан Стефанович) Андреевский, мать — Елизавета Тимофеевна Андреевская (урождённая Кардо-Сысоева). Имел двух братьев — Константина Степановича Андреевского и Николая Степановича Андреевского, которые также участвовали в Бородинском сражении и дослужились до генеральского звания.
30 июня 1799 года был записан юнкером в лейб-гвардии Конный полк. 14 марта 1801 года был произведён в корнеты, 30 апреля 1802 года в поручики, 28 декабря 1803 года в штабс-ротмистры.

Сражался в войнах третьей и четвёртой коалиций; отличился в битве при Аустерлице и баталии под Фридландом, был 12 августа 1807 произведен в ротмистры, а 20 мая 1808 года удостоен Ордена Святого Георгия 4-й степени 
в воздаяние отличного мужества и храбрости, оказанных в сражении против французских войск 29 мая при Гейльсберге и 2 июня при Фридланде.
28 ноября 1809 года Андреевский был произведён в полковники.
После вторжения Наполеона в пределы Российской империи, принимал участие в ряде ключевых битв Отечественной войны 1812 года; сражался в битве под Витебском, Смоленском сражении, при Бородине, бою под Малоярославцем и баталии под Красным.
После изгнания французов из России, Андреевский принял участие в заграничном походе русской армии, откуда вернулся в чине генерал-майора и золотой шпагой с надписью «За храбрость» с алмазами.
Масон, член военной ложи в Петербурге.
28 сентября 1813 года был назначен состоять при Константине Павловиче. С 31 августа 1814 года по 27 февраля 1819 года был в отставке. После возвращения на службу сменил несколько командных должностей и 2 июля 1828 года вновь испросил отставку.
Умер 19 октября 1842 года и был похоронен в своём имении Жданово Курмышского уезда Симбирской губернии.

## Награды
- Орден Святой Анны 3-й степени (05.04.1806, за сражение под Аустерлицем)
- Орден Святого Георгия 4-й степени (20.05.1808, за сражения при Гейльсберге и Фридланде)
- Орден Святой Анны 2-й степени (19.12.1812, за отличие при Бородино)
- Золотая шпага «за храбрость» с алмазами (1816)
- Орден Святой Анны 1-й степени (12.10.1821, в вознаграждение отличного усердия и ревности к службе)
- алмазные знаки к ордену Святой Анны 1-й степени (14.01.1826, за отличное усердие к службе)
- серебряная медаль «В память Отечественной войны 1812 года»
- бронзовая медаль «В память Отечественной войны 1812 года»
- медаль «За взятие Парижа 19 марта 1814 года»

Иностранные:
- австрийский Орден Леопольда 2-й ст. (1814)
- прусский Орден Красного орла 2-й ст. (1814)
- баварский Военный орден Максимилиана Иосифа 3-й ст. (1814)
- прусский Кульмский крест (1814)

## Семья

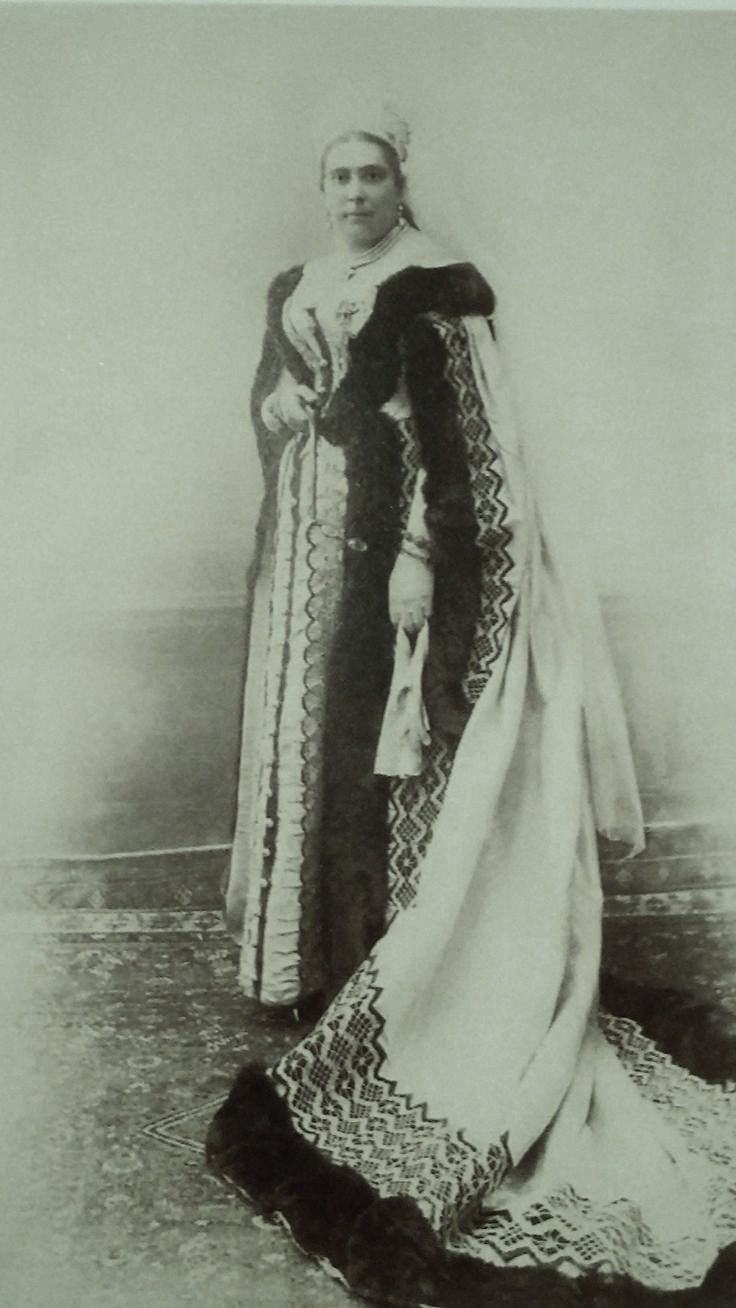
Лиза Герштенцвейг (в замуж. Гончарова), внучка

Жена (с 11 апреля 1820 года) — Елизавета Алексеевна Пашкова (ум. 1860), племянница В. А. Пашкова; дочь Алексея Александровича Пашкова и Натальи Федоровны Новиковой. По словам Б. Н. Чичерина, тамбовский дом богатых помещиков Андреевских в тридцатых годах считался одним из первых в городе:

 «Он был отставной генерал, впавший почти в детство, она, рождённая Пашкова, была красивая и бойкая барыня, большая поклонница тогдашнего весьма умного архиерея Арсения, впоследствии киевского митрополита. У них бывали частые собрания, а иногда детские балы… Когда дочь вышла замуж, а сыновья определены были в Пажеский корпус, Андреевские выселились из Тамбова, но старший сын впоследствии обосновался в Кирсановском уезде, где он девять лет был предводителем дворянства»
Дети:
- Михаил (28.04.1823[7]—1886; крестник В. А. Пашкова и Е. И. Козицкой),
- Сергей (10.09.1826-1858)
- Алексей (20.04.1828[8]; крещен 29 апреля 1828 года при восприемстве графа А. Ф. Орлова и графини В. А. Татищевой)
- Елизавета (26.04.1827[9]—1880; в замужестве за А. Д. Герштенцвейг)[10].

Внуки:
- Владимир Андреевский, член Государственного Совета,
- Сергей Андреевский, шталмейстер высочайшего двора.